# 後部高笠麻呂
後部高 笠麻呂（こうほうこう かさまろ）は奈良時代の官人。姓はなし。姓は高、名は笠万呂とも記される。位階は外従五位下。東大寺造営の金工であったとされている。

## 出自
「後部」は高句麗の五部の一つに由来し、「高」は高句麗の王族の姓である。『新撰姓氏録』「左京未定雑姓」によると、「高麗国人正六位上後部高千金之後也」とある。同「右京未定雑姓」には、「高麗国人後部乙牟之後也」となっている。また、天平宝字5年（761年）3月に、半島系の帰化人に新しい姓を与えたという記事があり、その中で髙麗人（高句麗人）の後部高呉野が大井連の氏姓を与えられたという記事がある。

## 経歴
大仏開眼会のためのものと考えられる金銅雲花形哉文の銘文、「東大寺　高笠万呂作　天平勝宝四年（752年）四月九日」とあり、同一人物とされている。「後部高笠麻呂」としての初出は、天平勝宝9歳（757年）の西南角領解に、左京六条二坊戸主で正六位下と見える
『続日本紀』には、孝謙朝の天平宝字元年（757年）9月、正六位上から外従五位下に昇叙したとあるのが唯一の記録である。
天平宝字年中の生打の経紙を返進する啓状に「高笠麻呂」とある。

## 官歴
『続日本紀』による。
- 時期不詳：正六位上
- 天平宝字元年（757年）9月6日：外従五位下